# Darrin Hancock
Darrin Hancock (ur. 3 listopada 1971 w Birmingham) – amerykański koszykarz, występujący na pozycjach rzucającego obrońcy lub niskiego skrzydłowego.
W 1986 i 1988 został wybrany najlepszym zawodnikiem amerykańskich szkół średnich stanu Georgia (Mr. Georgia Basketball). W 1990 wystąpił w meczu gwiazd amerykańskich szkół średnich – McDonald’s All-American, podczas którego wygrał konkurs wsadów. By dwukrotnie zaliczony do I składu Parade Magazine All-American (1989, 1990). W 1990 wziął udział w turnieju Dapper Dan Roundball Classic. W 1991 zaliczono go do II składu Parade Magazine All-American (1991).

## Osiągnięcia
Na podstawie, o ile nie zaznaczono inaczej.
NJCAA
- Koszykarz roku National Junior College Athletic Association (1992)
- Zaliczony do:
  - I składu National Junior College Athletic Association All-American Team (1992)
  - III składu JUCO All-American (1991)

NCAA
- Uczestnik rozgrywek NCAA Final Four (1993)
- Mistrz sezonu regularnego konferencji Big 8 (1993)

Drużynowe
- Mistrz USBL (2000, 2003)

Indywidualne
- MVP finałów USBL (2003)
- Zaliczony do I składu:
  - USBL (2000, 2003)
  - defensywnego USBL (2000)
- Lider USBL skuteczności rzutów za 3 punkty (47,6% – 2003)